# Zlatá Olešnice (ort i Tjeckien, lat 50,62, long 15,95)
Zlatá Olešnice är en ort i Tjeckien. Den ligger i den nordöstra delen av landet, 120 km nordost om huvudstaden Prag. Zlatá Olešnice ligger 490 meter över havet och antalet invånare är 154.
Terrängen runt Zlatá Olešnice är varierad. Runt Zlatá Olešnice är det tätbefolkat, med 308 invånare per kvadratkilometer. Närmaste större samhälle är Trutnov, 7,1 km söder om Zlatá Olešnice. I omgivningarna runt Zlatá Olešnice växer i huvudsak blandskog.